# رنیر
رنیر (انگلیسی: Renyer؛ زادهٔ ۱۲ ژوئیهٔ ۲۰۰۳) بازیکن فوتبال اهل برزیل است.
از باشگاه‌هایی که در آن بازی کرده‌است می‌توان به باشگاه فوتبال سانتوس اشاره کرد.
وی همچنین در تیم‌های ملی فوتبال زیر ۱۵ سال برزیل و زیر ۱۷ سال برزیل بازی کرده‌است.